# Valeria Creti
Valeria Creti (geboren Peretti) was een Italiaanse actrice van stomme films die werkte in de jaren 1910 en 1920.

## Biografie
Valeria Peretti trouwde met Vasco Creti (de broer van actrice Amelia Chellini) en beiden werden actief bij de filmmaatschappij Reiter-Carini van het Italiaanse duo Virginia Reiter en Luigi Carini.
Eind 1912 droegen ze bij aan het kortstondige bestaan van Torino Films. Het jaar daarop sloten ze zich aan bij Savoia Films, waar Valeria de hoofdrol speelde in de drama's Miarka Romané en Il carnefice (samen met Mario Roncoroni). Ook vertolkte ze een belangrijke rol in Poveri Bimbi!.
In 1914 behoorde het paar tot de eersten die werden ingehuurd door Corona Films, waar ze tot 1916 werkten. Valeria Creti speelde in talloze films van Giuseppe Giusti, o.a. Il treno delle 12.35, Il ritorno del pirate, Il castell del ragno, La scure, Il promo comando, L'occhio di Diego Trism, Signori giurati en Il delitto dell'opera.
In 2018 werd in het Eye Filmmuseum ontdekt dat Creti, en niet Cristina Ruspoli zoals eerder werd gedacht, de hoofdrol speelde in de film Filibus (1915). Dit is een avonturenfilm waarin de hoofdpersoon, barones Troixmonde, zich als mannelijke inbreker verkleedt.

## Filmografie
- 1913: Miarka Romané[4]
- 1913: Il carnefice
- 1915: Il delitto del lago
- 1915: Il primo comando
- 1915: La scure (Giuseppe Giusti)
- 1915: Filibus (Mario Roncoroni) [6]
- 1915: Il castello del ragno [7]
- 1916: Signori giurati ... (Hélène de Brian) [8]
- 1916: La sorella del forzato (Mario Roncoroni)
- 1916: Il quadrifoglio rosso (Mario Roncoroni)
- 1916: Kappa, l'inafferrabile (Mario Roncoroni)
- 1916: Ferro di cavallo
- 1916: Il radium vendicatore
- 1916: I misteri dell'ambasciata
- 1917: Il delitto dell'opera
- 1921: Dita di fata (Nino Giannini)
- 1921: La douloureuse (Augusto Genima)
- 1922: Il fabbro del convento (Vincenzo Denizot)